# صمد أوبونج
صمد أوبونج (بالإنجليزية: Samad Oppong)‏ هو لاعب كرة قدم غاني في مركز الهجوم، ولد في 21 يوليو 1988 في كوماسي في غانا. شارك مع منتخب غانا تحت 17 سنة لكرة القدم ومنتخب غانا لكرة القدم. أما مع النوادي، فقد لعب مع أشانتي غولد وأشانتي كوتوكو ونادي الملك فيصل ووفاق سطيف.

## وصلات خارجية
- صمد أوبونج على موقع الاتحاد الدولي (مؤرشف)  (الإنجليزية)
- صمد أوبونج على موقع قاعدة بيانات كرة القدم.إي يو (الإنجليزية)
- صمد أوبونج على موقع ناشيونال فوتبول تيمز (الإنجليزية)
- صمد أوبونج على موقع Soccerway.com (الإنجليزية)